# Grand Prix automobile de Belgique 1970
Résultats du Grand Prix de Belgique de Formule 1 1970 qui a eu lieu sur le circuit de Spa-Francorchamps le 7 juin 1970.

## Classement
| Pos  | N° | Pilote               | Écurie         | Tours | Temps/Abandon      | Grille | Points |
| ---- | -- | -------------------- | -------------- | ----- | ------------------ | ------ | ------ |
| 1    | 1  | Pedro Rodríguez      | BRM            | 28    | 1 h 38 min 09 s 9  | 6      | 9      |
| 2    | 10 | Chris Amon           | March-Ford     | 28    | + 1 s 1            | 3      | 6      |
| 3    | 25 | Jean-Pierre Beltoise | Matra          | 28    | + 1 min 43 s 7     | 11     | 4      |
| 4    | 28 | Ignazio Giunti       | Ferrari        | 28    | + 2 min 38 s 5     | 8      | 3      |
| 5    | 19 | Rolf Stommelen       | Brabham-Ford   | 28    | + 3 min 31 s 8     | 7      | 2      |
| 6    | 26 | Henri Pescarolo      | Matra          | 27    | Panne électrique   | 17     | 1      |
| 7    | 9  | Jo Siffert           | March-Ford     | 26    | Pression d'essence | 10     |        |
| 8    | 27 | Jacky Ickx           | Ferrari        | 26    | + 2 tours          | 4      |        |
| Nc.  | 14 | Ronnie Peterson      | March-Ford     | 20    | Non classé         | 9      |        |
| Abd. | 18 | Jack Brabham         | Brabham-Ford   | 19    | Embrayage          | 5      |        |
| Abd. | 23 | Graham Hill          | Lotus-Ford     | 19    | Moteur             | 16     |        |
| Abd. | 11 | Jackie Stewart       | March-Ford     | 14    | Moteur             | 1      |        |
| Abd. | 21 | John Miles           | Lotus-Ford     | 13    | Boîte de vitesses  | 13     |        |
| Abd. | 20 | Jochen Rindt         | Lotus-Ford     | 10    | Moteur             | 2      |        |
| Abd. | 2  | Jackie Oliver        | BRM            | 7     | Moteur             | 14     |        |
| Abd. | 7  | Piers Courage        | De Tomaso-Ford | 4     | Pression d'huile   | 12     |        |
| Abd. | 8  | Derek Bell           | Brabham-Ford   | 1     | Boîte de vitesses  | 15     |        |

- Légende : Abd.=Abandon

## Pole position et record du tour
- Pole position : Jackie Stewart en 3 min 28 s 0 (vitesse moyenne : 244,038 km/h).
- Tour le plus rapide : Chris Amon en 3 min 27 s 4 au 27e tour (vitesse moyenne : 244,744 km/h).

## Tours en tête
- Chris Amon : 3 (1 / 3-4)
- Jackie Stewart : 1 (2)
- Pedro Rodriguez : 24 (5-28)

## À noter
- 2e et dernière victoire pour Pedro Rodríguez.
- 14e victoire pour BRM en tant que constructeur.
- 15e victoire pour BRM en tant que motoriste.
- Dernier Grand Prix disputé sur le circuit de 14 km.
- Bruce McLaren mort tragiquement cinq jours auparavant, les pilotes de l'écurie McLaren ne participent pas à ce grand prix.